# Chedotlothna-Gletscher
Der Chedotlothna-Gletscher ist ein 23 km langer Talgletscher im Denali-Nationalpark in der Alaskakette in Alaska (USA). 

## Geografie
Das Nährgebiet des Gletschers befindet sich westlich des Mount Russell auf 1700 m Höhe. Der Gletscher strömt anfangs in nordöstlicher Richtung, später nach Nordwesten. Das untere Gletscherende liegt auf einer Höhe von etwa 900 m und bildet den Ursprung des Swift Fork, ein linker Nebenfluss des North Fork Kuskokwim River. Die Gletscherbreite liegt im Schnitt bei 1,7 km.